# The Last of the True Believers
Albums de Nanci Griffith
Once in a Very Blue Moon
(1984) Lone Star State of Mind
(1987)
The Last of the True Believers est un album de Nanci Griffith, sorti en 1986.

## L'album
Plusieurs chansons de l'album ont déjà obtenu un grand succès, chantées par Kathy Mattea : Love at the Five & Dime et Goin' gone. Nanci Griffith les inclut alors en tant qu’auteur-compositeur dans son nouvel album. Mélange de folk-country surprenant, la voix sensible de Griffith, ancienne institutrice qui attache une grande importance au design culturel de ses pochettes (celle de The Last of the True Believers la montre brandissant une biographie de Tennessee Williams au recto et une image de Lonesome Dove de Larry McMurtry au verso), lui vaut la signature pour son prochain album chez la major MCA. Il fait partie des 1001 Albums You Must Hear Before You Die.

### Titres
Tous les titres sont de Nanci Griffith, sauf mentions.
1. Last of the True Believers (2:47)
2. Love at the Five and Dime (4:33)
3. St. Olav's Gate (Tom Russell) (3:03)
4. More Than a Whisper (Griffith, Bobby Nelson) (3:42)
5. Banks of the Pontchartrain (3:39)
6. Lookin' for the Time (Workin' Girl) (2:43)
7. Goin' Gone (Pat Alger, Bill Dale, Fred Koller) (4:19)
8. One of These Days (2:54)
9. Love's Found a Shoulder (2:19)
10. Fly by Night (2:36)
11. The Wing and the Wheel (2:41)

### Musiciens
- Pat Alger : guitare acoustique et éclectrique
- Curtis Allen : voix
- Robin Batteau : violon
- John Catchings : violoncelle
- Richard Dobson : chorale
- Philip Donnelly : guitare électrique
- Béla Fleck : banjo
- Lloyd Green : Dobro, guitare, Pedal steel guitar
- Marlin Griffith : chorale
- Nanci Griffith : voix, guitares, chorale
- Roy M. Junior Husky : basse
- Robert Earl Keen, Jr. : chorale
- Lyle Lovett : voix, chorale
- Kenny Malone : batterie, percussions
- Maura O'Connell : chorale
- Mark O'Connor : mandoline, violon
- Rachel Peer-Prine : chorale
- Lou Reed : guitare
- Tom Russell : chorale
- Gove Scrivenor : harpe
- Ralph Vitello : piano
- Richard West : guitare, mandoline
- Rick West : guitares, mandoline